# Michael Jackson: La vida de un ídolo

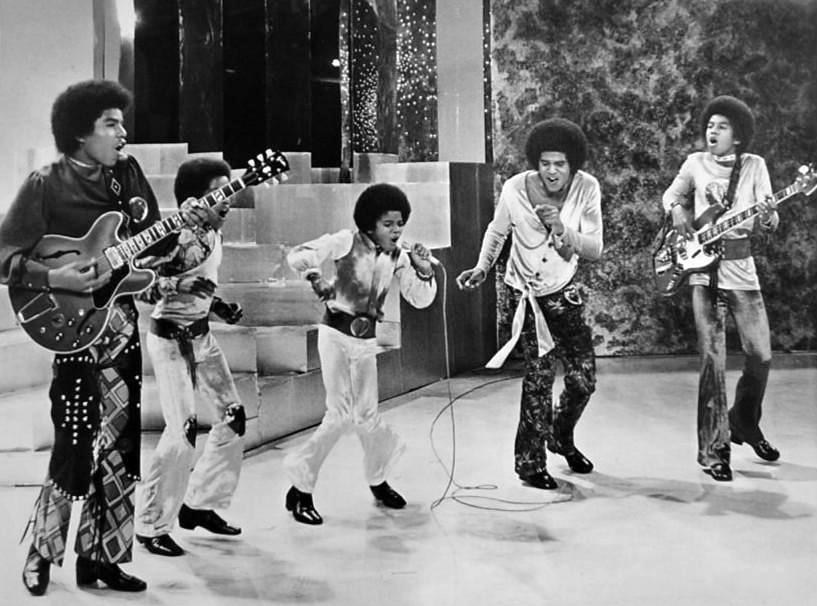
Especial para televisión de 1971, con los Jackson 5.

Michael Jackson: La vida de un ídolo (título original: Michael Jackson: The Life of an Icon) es una película documental sobre el cantante Michael Jackson, producida por David Gest. Cuenta con imágenes de los principios de The Jackson 5, la carrera de Michael Jackson en solitario y las acusaciones de abusos sexuales que se hicieron contra él en 1993. También consta de diversas entrevistas, tanto de los amigos del "Rey del Pop" como de sus familiares más cercanos, tales como: Katherine (su madre), Tito y Rebbie Jackson (hermanos), así como de otros artistas famosos que se inspiraron en él y que llegaron a conocerle antes de su muerte: Whitney Houston, Smokey Robinson y Dionne Warwick. La película se publicó en DVD y Blue-ray el 2 de noviembre de 2011.
Este documental relata desde los pequeños detalles que le hacían ser tan especial cuando tan solo era un niño y que finalmente le hicieron triunfar, hasta sus mayores desaciertos a la hora de negociar con la justicia. Trata temas tan polémicos como sus cirugías, enfermedades y abusos sexuales, todo ello de una manera totalmente distinta a la que se ha tratado toda la vida en la prensa y los medios, desmiente rumores y mentiras con testimonios de las personas que mejor conocían a Jackson. Curiosidades como quiénes fueron los artistas en los que se fijó, de dónde vino ese gran talento, cómo surgió su carrera en solitario, sus aficiones o su gran timidez también están incluidas en este documental.
Con un formato muy conocido que mezcla entrevistas personales con allegados al artista con vídeos y fotografías, Andrew Eastel, su director, y el productor David Gest, quien también fue uno de los mejores amigos de Jackson (desde la época de los Jackson Five), arman el difícil rompecabezas de la compleja biografía del astro. Mucho de lo que se dice en el documental puede parecer historia vieja para aquellos que han estudiado más profundamente la vida de Jackson. Todo lo que se habla sobre los primeros años solo podría sorprender a aquellos que no saben nada del artista. No obstante, al adentrarse más en el periodo que va desde 1987 (época del lanzamiento del álbum Bad) en adelante, algunas revelaciones muy interesantes van llenando la pantalla, pasando por la prácticamente desconocida vida sexual del artista, algunas mujeres en su vida, su gusto por el buen vino y su matrimonio con Lisa Marie Presley y con Debbie Rowe (madre de dos de sus tres hijos).
La película no se dobló al español, solo existe en versión subtitulada.
La película se publicó en Netflix, en el 2018.[cita requerida]

## Reparto
- Michael Jackson - (entrevistas de archivo)
- Katherine Jackson
- Tito Jackson
- Rebbie Jackson
- David Gest
- Smokey Robinson
- Dionne Warwick
- Whitney Houston
- Thomas Mesereau
- Frank Cascio
- Percy Sledge
- Petula Clark
- Paul Anka
- Dennis Edwards
- Jimmy Ruffin
- Freda Payne
- Brian Holland
- Lamont Dozier
- Eddie Holland
- Martha Reeves
- Nick Ashford
- Valerie Simpson
- Abdul ‘Duke’ Fakir
- Ron Alexenberg
- Peabo Bryson
- Eddie Floyd
- Marilyn McCoo
- Billy Davis, Jr.
- Kim Weston
- Brenda Holloway
- Don Black
- Ronnie Rancifer
- Bobby Taylor
- Keith Jackson
- Ronald Jackson
- Reynaud Jones
- Frank DiLeo
- J. Randy Taraborrelli
- Milford Hite
- Robert Hite
- Dexter Wansel
- Russell Thompkins, Jr.
- Mickey Rooney
- Weldon A McDougal III
- Mark Lester
- Kenny Gamble
- Leon Huff
- Billy Paul